# Le Pont-Neuf
Le Pont-Neuf est un tableau peint par Auguste Renoir en 1872. Il mesure 74 cm de haut sur 93 cm de large. Il est conservé à la National Gallery of Art à Washington. Il représente le pont Neuf à Paris.

## Description
Le tableau montre le Pont-Neuf à Paris avec une prise de vue suggestive d'en haut, l'un des plus vieux ponts de la ville, baigné par le soleil éblouissant d'un matin d'été. Renoir utilise la couleur avec audace, sans aucune hésitation. Bien qu'il ne soit pas encore pleinement impressionniste, sa main est reconnaissable au premier coup d'œil. Les personnages sont dessinés de quelques coups de pinceaux rapides, les visages et les vêtements deviennent de purs points de lumière et de couleur et l'atmosphère générale prend une agréable teinte bleutée. Comme dans toutes les œuvres de cette période, la peinture de Renoir s'affranchit du dessin et s'appuie sur la technique de la « couleur locale » qui se déploie librement, par points. La couleur, avec la lumière, devient le protagoniste de la toile. Les bleus en particulier devaient sembler, à l'époque, presque bruts, voire sans scrupules. Tout est lumineux et vibre dans la chaleur du jour, mais on comprend que l'ombre est toujours délicieusement fraîche. La scène a un air de vivacité joyeuse et les gens semblent joyeux d'être dans une telle splendeur.
Dans l'œuvre, il y a un détail naïf et assez curieux: il s'agit de l'homme au chapeau de paille et à la canne. Renoir expliqua que c'était son frère cadet Edmond à qui il avait confié la tâche de « ralentir » les piétons (peut-être simplement en leur demandant quelques renseignements) afin de leur permettre de les représenter plus facilement sur la toile. « Debout près d'une fenêtre à l'étage d'un petit café face au pont. Son frère Edmond demanda l'heure à un monsieur et à une dame où se trouvait un certain chemin, insistant sur quelque détail inutile, le peintre eut le temps d'esquisser les figures. »

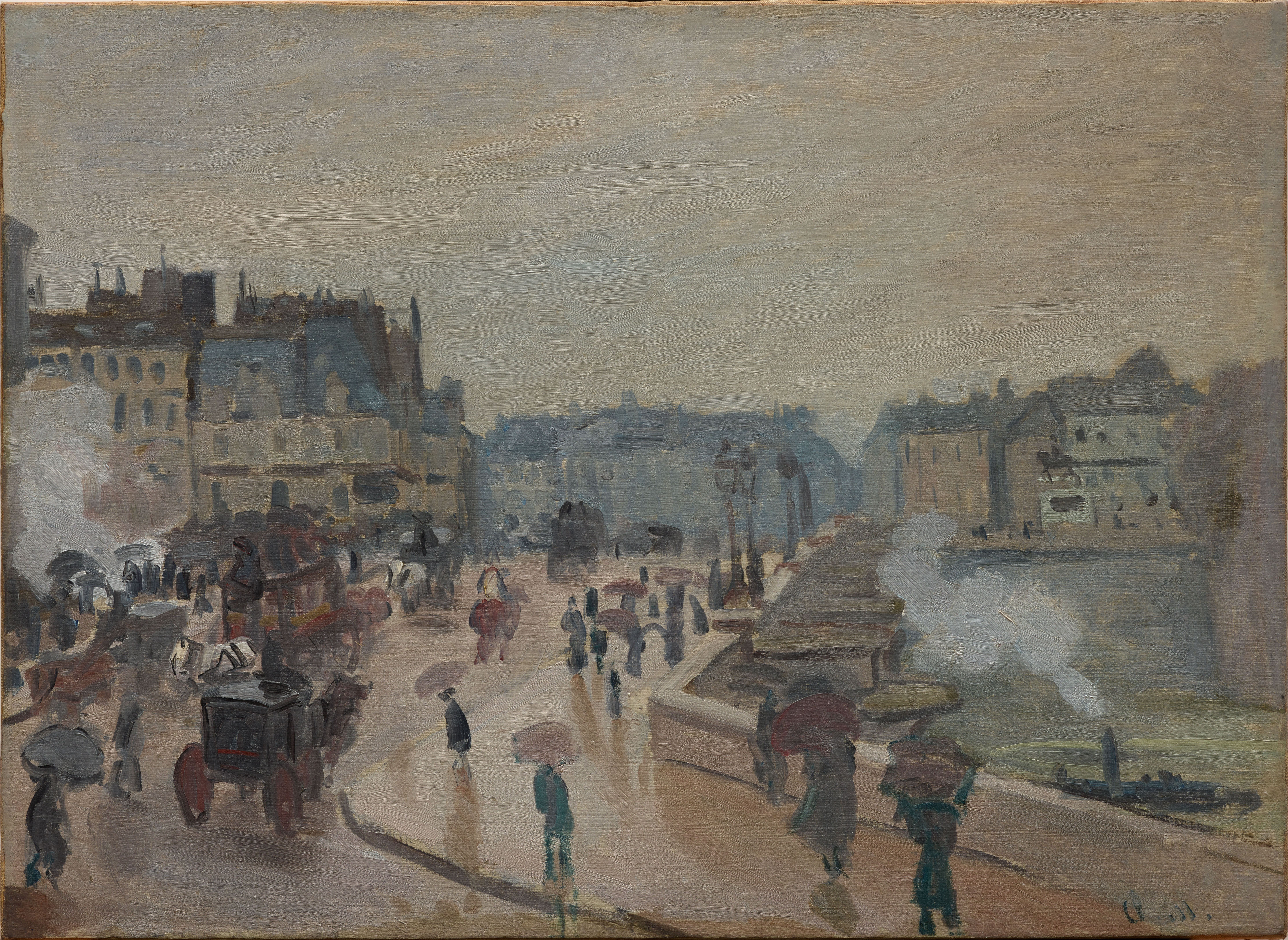
Claude Monet, Le Pont-Neuf (1873); huile sur toile,, Dallas Museum of Art.

Un an plus tard, Monet s'essaya également au même sujet. Paris, avec son aspect bourgeois et festif et ses larges « boulevards » qu'un témoin de l'époque a décrits comme « une longue salle ouverte pétillante de lumières et de couleurs », sont en effet l'un des sujets les plus fréquents de la peinture impressionniste.

## Source de la traduction
- (it) Cet article est partiellement ou en totalité issu de l’article de Wikipédia en italien intitulé « le Pont-Neuf » (voir la liste des auteurs).